# Klára Kolouchová
Klára Kolouchová, de soltera Poláčková (Praga, 6 de septiembre de 1978–Nanga Parbat, 3 de julio de 2025), fue una alpinista checa que se convirtió en la primera mujer checa en coronar las tres cimas más altas de la Tierra (Everest, K2 y Kanchenjunga) y un total de cinco cimas de 8 000 metros. También completó las Siete Cumbres y cuatro de las Siete Cumbres Volcánicas. Falleció mientras trataba de ascender el Nanga Parbat, en Pakistán.

## Biografía
Kolouchová trabajó como directora de relaciones públicas para empresas extranjeras mientras estudiaba administración de empresas en la Universidad Angloamericana de Praga. Tras ocupar el cargo de directora regional de comunicaciones en Euro RSCG Worldwide (2000-2003), aceptó un puesto en la oficina de Londres (2003-2004) y (en 2004-2006) trabajó como consultora de comunicaciones en el Reino Unido para el Departamento de Asuntos Constitucionales y el Departamento de Salud.
En 2008 tuvo una hija, Emma (nacida el 20 de marzo de 2008). Tras regresar a la República Checa, se incorporó a la consultora estadounidense McKinsey & Company. En 2013 se casó con Martin Kolouch. Tuvo un segundo hijo, Cyril (nacido el 16 de mayo de 2014).
Aparte del alpinismo, su deporte favorito era el tenis y ganó el torneo LTA en el Queen's Club de Londres.
Kolouchová murió el 3 de julio de 2025 mientras escalaba el Nanga Parbat, después de que su tanque de oxígeno explotara y cayera de la montaña. Según el alpinista Jan Trávníček y fuentes pakistaníes, esta información era incorrecta, llegando a ser desmentida. Otras fuentes hablan de un resbalón en una sección rocosa de la ruta y explican el sonido parecido a una explosión por el impacto de una botella de oxígeno contra las rocas. El 7 de julio de 2025, la empresa checa de actividades al aire libre High Point, que apoyaba a Kolouchová, publicó en Facebook que no se había encontrado el cuerpo. El sherpa Taraman Tamang, que llevaba sus pertenencias personales y los tanques de oxígeno, se encontraba a 40 o 50 metros detrás de Kolouchová, oyó un grito y la vio caer fuera de la cuerda fija, cuando regresaban al campamento C2.

## Expediciones

### Cho Oyu
El 9 de marzo de 2006, alcanzó la cima del Cho Oyu, escalando con su guía y amigo Tashi Tenzing.

### Monte Everest
Kolouchová coronó el Monte Everest el 16 de mayo de 2007, a las 8:16 hora estándar de Nepal, escalando con Tashi Tenzing. Ascendieron por la ruta normal desde el lado norte.

### Histórico de ascensiones
- 2003: Kilimanjaro (5 895 m);
- 2004: Mont Blanc (4 805 m);
- 2005: Aconcagua (6 962 m);
- 2006: Cho Oyu (8 188 m);
- 2007: Everest (8 848 m), segunda mujer checa en ascenderlo;
- 2013: Denali (6 190 m), primera ascensión checa por la ruta completa de la cresta oeste;
- 2013: Elbrús (5 642 m);
- 2015: Jaya (4 884 m);
- 2015: Macizo Vinson (4 892 m);
- 2019: Kanchenjunga (8 586 m), primera mujer checa en ascenderlo;
- 2019: K2 (8 611 m), primera mujer checa en ascenderlo;
- 2021: Pico de Orizaba (5 636 m);
- 2022: Nevado Ojos del Salado (6 893 m);
- 2024: Annapurna I (8 0191 m), primera mujer checa en ascenderlo.